# Лідіон
Лідіон (грец. λύδιον) — давньогрецька посудина без ручок сферичної форми з вузькою конічної ніжкою, призначена для зберігання пахощів.
Лідіон набув поширення серед гончарів східної Греції. У верхній частині широка шийка має горизонтальний обод. Лідіон отримав свою назву від лідійців, творців цього виду кераміки. Дослідники припускають, що форма судини може мати й єгипетське походження.